# Willys Americar
La Willys Americar è una autovettura prodotta dalla casa automobilistica statunitense Willys-Overland dal 1937 al 1942 come sostituta della Willys 77.

## Storia
La vettura era spinta da un motore che venne poi montato anche sulla Jeep Willys impiegata durante la seconda guerra mondiale, a quattro cilindri in linea Go Devil con una cilindrata di 2199 cm³ da 60 CV.
Il passo misurava 181 pollici (4597 mm) in lunghezza con un interasse di 104 pollici (2642 mm). Nel 1940 la potenza del motore venne aumentara dell'8%, fino a sviluppare 63 CV tra i 3800 e i 4000 giri/min. La percorrenza si attestava sulle 35 miglia per gallone (14,88 km/l).

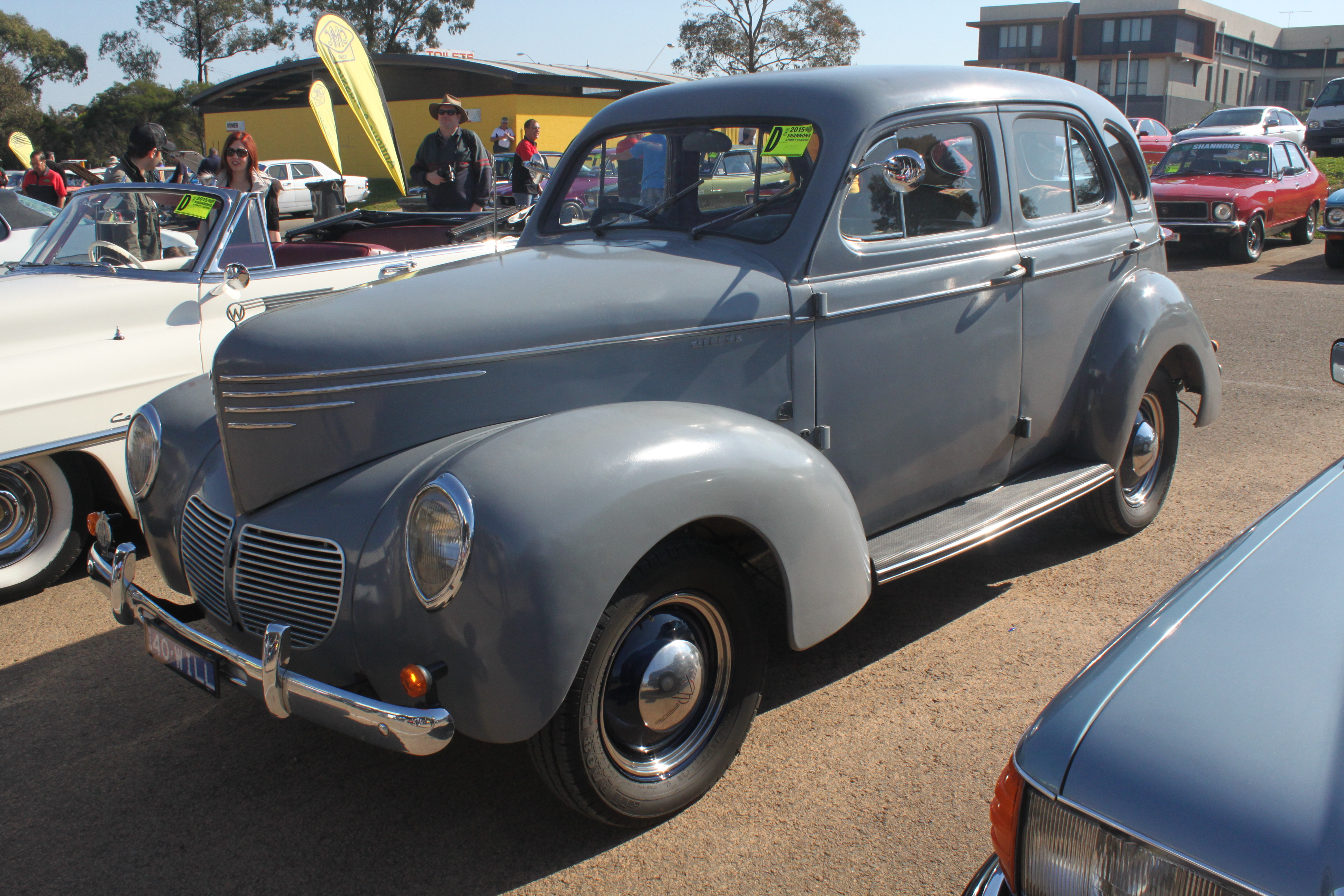
Willys Americar del 1940

Vennero realizzate tre varianti: Speedway, DeLuxe e Plainsman, rispettivamente versione coupé, berlina e station wagon a tre porte; era inoltre disponibile anche in versione pick-up.